# تي آر دان
تي آر دان (بالإنجليزية: T. R. Dunn)‏ مواليد 1 فبراير 1955 في برمنغهام، هو مدرب كرة سلة أمريكي ولاعب سابق. بدأ مسيرته الاحترافية في سنة 1977. تم اختياره من قبل فريق بورتلاند ترايل بلايزرز خلال الدرافت. يبلغ طوله 6 قدم 4 بوصة (1.9 م). اعتزل اللعب في 1991. أحرز خلال مسيرته في الإن بي إيه 5033 نقطة بمعدل 5.1 نقاط في المباراة الواحدة.

## المسيرة الاحترافية
لعب مع بورتلاند ترايل بلايزرز من سنة 1977 إلى 1980، ثم لعب مع دنفر ناغتس من سنة 1980 إلى 1988، ثم لعب مع فينيكس صنز في موسم 1988–1989، ثم لعب مع دنفر ناغتس من سنة 1989 إلى 1991.

## روابط خارجية
- تي آر دان على موقع إن بي أي (الإنجليزية)
- تي آر دان على موقع سبورتس رفرنس (الإنجليزية)
- تي آر دان على موقع كلية كرة السلة في سبورتس رفرنس.كوم (الإنجليزية)
- تي آر دان على موقع ريلجم (الإنجليزية)
- تي آر دان على موقع بروبوليرز (الإنجليزية)
- تي آر دان على موقع سبورتس رفرنس (الإنجليزية)
- تي آر دان على موقع سبورتس رفرنس (الإنجليزية)